# 伊兹密尔理工学院
伊兹密尔理工学院（土耳其語：İzmir Yüksek Teknoloji Enstitüsü，简称İYTE） 是土耳其伊兹密尔的一所公立研究型大學。伊兹密尔理工学院非常重视自然科学和工程学，是土耳其唯一一所特别注重科研的同类机构。伊兹密尔理工学院经常被列为土耳其的顶尖大学之一。伊兹密尔理工学院所有院系都采用英语教学。